# Radźasuja
Radźasuja (dewanagari राजसूय, trl. rājasūya, ang. Rajasuya) – wedyjska ceremonia  konsekracyjna (lub odprawiana aby odnowić potęgę) radży nawiązująca symboliką do ponownych narodzin. Radża wprowadzany symbolicznie w stan embrionu, był przez rok przygotowywany, aby poprzez rytuał wedyjski, narodzić się jako nowy władca.
Części składowe ceremonii, nawiązujące do fizycznych narodzin:
- powrót władcy do stanu embrionalnego
- trwające rok wzrastanie płodu
- nirryti - radża odrzuca skórę czarnej antylopy, jak rodzący się Pradźapati (Władca stworzeń) błony płodowe
- kszetrija - oczyszczenie nowego ciała, symbolizujące kąpiel noworodka
- uzyskanie (potwierdzenie) władzy nad wszechświatem - podczas rytuałów tej części radża siedział na tronie (w centrum świata) z rękami wzniesionymi w kierunku nieba (dotykając nieba). Następnie wykonywał krok w każdą z czterech stron świata aby uzyskać nad nimi zwierzchnictwo. [3].

## Literatura dodatkowa
- J.C.Hessterman, The ancient Indian royal consecration, Utrecht 1957